# Österreichisches Zentrum für Begabtenförderung und Begabungsforschung

Logo

Das Österreichische Zentrum für Begabtenförderung und Begabungsforschung (ÖZBF) wurde 1999 in Salzburg als Verein gegründet, der vom BMUKK (Bundesministerium für Unterricht, Kunst und Kultur) und vom BMWF (Bundesministerium für Wissenschaft und Forschung) finanziert wird. 2019 wurde es der Pädagogischen Hochschule Salzburg angegliedert und wird dort nun als National Center of Competence / Österreichisches Zentrum für Begabtenförderung und Begabungsforschung (NCoC ÖZBF) geführt.
Das ÖZBF hat die Unterstützung und Förderung (hoch-)begabter Kinder und Jugendlicher in den Mittelpunkt seines Schaffens gestellt. Zentral dabei ist die Entwicklung ganzheitlicher Begabtenförderung in Österreich. In Zusammenarbeit mit Wissenschaftern aus dem In- und Ausland fungiert das nationale Zentrum als Schnittstelle zwischen Forschung und Praxis. Leitende Werte sind dabei u. a. Wissenschaftlichkeit, systemisches Denken, hoher Qualitätsanspruch und Kreativität. Vision des ÖZBF ist eine Gesellschaft, in der jeder Mensch in seiner Individualität wertgeschätzt und seinen Lern- und Entwicklungsbedürfnissen entsprechend gefördert wird, die jedem ihrer Mitglieder Chancengerechtigkeit, Autonomie und soziale Zugehörigkeit sichert und in der ein Bewusstsein für den unschätzbaren Wert von Begabungen herrscht.

## Arbeitsschwerpunkte
- Entwicklung von Strategien und Konzepten
- Begabungsforschung
- Tagungen und Kongresse
- Lehrerbildung und Curriculumsentwicklung
- Beiträge zur Schulentwicklung
- Netzwerke und Kooperationen
- Pilotprojekte und Fördermodelle
- Information und Bewusstseinsbildung
- Publikationen

### Entwicklung von Strategien und Konzepten
In Zusammenarbeit mit dem BMUKK wurde ein Grundsatzerlass zur Begabtenförderung erstellt, der Anfang des Schuljahres 2009/10 an alle Schulen ergangen ist. Des Weiteren hat das ÖZBF ein Strategiekonzept für die Begabungs- und Begabtenförderung an Österreichs Schulen entwickelt: Begabungs- und Begabtenförderung als Chance für die Zukunft unseres Landes. Eine Strategie für Österreich. Eine wichtige Grundlage zur Diskussion und Entwicklung von Strategien für die neu gegründete Task Force Begabungsforschung und Begabtenförderung, die sich aus Vertretern des BMUKK, des BMWF sowie des ÖZBF zusammensetzt.

### Begabungsforschung
Zu den wesentlichen Aufgaben des ÖZBF gehört die Publikation von Forschungsergebnissen sowie die Entwicklung und Durchführung von Forschungsprojekten. Dazu zählen u. a. Evaluationen von Fördermaßnahmen und Projekte zu psychologischer und pädagogischer Diagnostik. Das jüngste Projekt beschäftigt sich mit dem Thema der Lehrer-Professionalisierung: Gemeinsam mit Lehrkräften soll ein praxisgerechtes Begabungsförderungs-Instrument für die Begabtenförderung an Volksschulen entwickelt und erprobt werden.

### Tagungen und Kongresse
Unter anderem führt das ÖZBF alle zwei Jahre einen internationalen Kongress zum Thema (Hoch-)Begabung durch. Mit ca. 600 Teilnehmern gehört er zu einer der wichtigsten deutschsprachigen Tagungen im Bereich Begabtenförderung und Begabungsforschung. Außerdem werden kleinere Tagungen und Symposien für unterschiedliche Zielgruppen veranstaltet; so organisierte das ÖZBF 2009 gemeinsam mit dem BMUKK und dem BMWF eine PH-UNI Tagung unter dem Motto Begabtenförderung und Begabungsforschung als Anliegen der Pädagogischen Hochschulen und Universitäten. Ziel war die Vernetzung von PHs und Universitäten im Bereich Forschung und Lehre.

### Lehrerbildung und Curriculumsentwicklung
Seit 2007 existiert die vom ÖZBF begründete internationale Arbeitsgruppe International Panel of Experts for Gifted Education (iPEGE), bestehend aus Experten der Begabungsforschung aus Österreich, der Schweiz und Deutschland. iPEGE hat sich zur Aufgabe gemacht, Qualitätsstandards für die Lehrerbildung im Bereich der Begabungs- und Begabtenförderung zu entwickeln.
Auch konkrete Studiengänge werden von der Expertise des ÖZBF unterstützt. So entwickelte die Donau-Universität Krems u. a. in Kooperation mit dem ÖZBF das Curriculum für den Masterstudiengang in Gifted Education.

### Beiträge zur Schulentwicklung
2005 wurden umfassende Qualitätskriterien für Schulen mit Begabungs- und Begabtenförderung erstellt. Dabei geht es um Hilfestellung und Orientierung im Sinne einer Prozessbegleitung für Schulentwicklung.
Bei der Entwicklung und Organisation einer begabungs- und begabtenfreundlichen Lernkultur können Schulleiter und Lehrer auf die vom ÖZBF erstellte Broschüre Schulentwicklung durch Begabungs- und Begabtenförderung. Impulse zu einer begabungsfreundlichen Lernkultur zurückgreifen. Des Weiteren bietet die webbasierte Best-Practice-Datenbank des ÖZBF Hilfe bei der Suche nach bereits erprobten Projekten, Kursen und Modellen der Begabungs- und Begabtenförderung. Zusätzlich gibt es einen elektronischen Lehrmittelpool.

### Netzwerke und Kooperationen
Das ÖZBF kooperiert mit Universitäten und Pädagogischen Hochschulen in ganz Europa. Auf ministerieller Ebene besteht u. a. Zusammenarbeit mit dem Unterrichtsministerium in Großbritannien sowie mit Ministerien aus dem mittel- und osteuropäischen Raum. Weiterer Austausch von Erfahrung und Expertise wird durch Kooperationen mit Organisationen wie der Karg-Stiftung (D) und der Deutschen Gesellschaft für das hochbegabte Kind (DGhK) sowie der Sir-Karl-Popper-Schule in Wien ermöglicht.
Außerdem stellt das ÖZBF einen Country Delegate für das World Council for Gifted and Talented Children.

### Pilotprojekte und Fördermodelle
Dazu zählt z. B. das Programm Schüler/innen an die Unis, das im Jahr 2000 in Kooperation mit den Universitäten Salzburg und Graz initiiert wurde. Im Rahmen dieses Projekts können Schüler bereits während ihrer Schulzeit Lehrveranstaltungen an Universitäten absolvieren, die ihnen später für ihr Studium angerechnet werden. Mittlerweile wird der Aufbau eines Mentorenprogramms geplant, das momentan als Pilotprojekt für teilnehmende Schüler angeboten wird. Im Rahmen dieses Projekts stehen begabte Studierende den Schülern bei ihrer persönlichen und wissenschaftlichen Entwicklung zur Seite.

### Information und Bewusstseinsbildung
Eine wichtige Aufgabe sieht das ÖZBF darin, durch Informationen (Broschüren, online) über das Thema Begabung und Begabungsförderung Vorurteile auszuräumen, Missverständnissen vorzubeugen und Akzeptanz und Verständnis für das Thema Begabung zu fördern. Diese sollen Eltern, Lehrern und anderen Ratsuchenden eine erste Hilfestellung und Orientierung zum Thema (Hoch-)Begabung und Begabtenförderung bieten. 
Des Weiteren verfügt das ÖZBF über eine Fachbibliothek zum Thema Begabung. Sie enthält neben wissenschaftlichen Abhandlungen auch Ratgeber und Unterrichtsmaterialien.

### Publikationen
Zu diesen zählt news&science. Begabtenförderung und Begabungsforschung, die dreimal jährlich mit einer Auflage von 6000 Stück erscheinende Zeitschrift des ÖZBF. Inhalt sind wissenschaftliche Artikel von Experten der Begabungsforschung und Darstellungen internationaler Projekte und Aktivitäten. Zusätzlich bietet die Zeitschrift eine Plattform für bundesweite Aktivitäten wie z. B. Sommerakademien.